# 水道記念館
水道記念館（すいどうきねんかん）は日本の自治体が設置した水道事業の普及啓発施設。多くは科学館、博物館として公開している。

## 主な施設
- 札幌市水道記念館 - 旧藻岩第1浄水場（近代水道百選、土木学会選奨土木遺産）。2007年リニューアルオープン
- 盛岡市水道記念館
- 仙台市水道記念館
- 高崎市水道記念館
- 東京都水道歴史館
- 東京都水の科学館
- 神奈川県水道記念館
- 横浜水道記念館
- 福井市水道記念館 - 旧足羽揚水ポンプ場
- 水道記念館 - 柴島浄水場の旧第1配水ポンプ場、1914年竣工、宗兵蔵設計、国の登録有形文化財
- 神戸市水の科学博物館 - 旧奥平野浄水場旧急速濾過場上屋、1917年竣工、河合浩蔵設計、国の登録有形文化財
- 姫路市水道資料館水の館 - 1996年開館、横内敏人設計
- 米子市水道記念館 - 旧中央ポンプ室、1926年竣工、伊藤正文設計、国の登録有形文化財
- 岡山市水道記念館
- 熊本市水道記念館